# Tjipetir

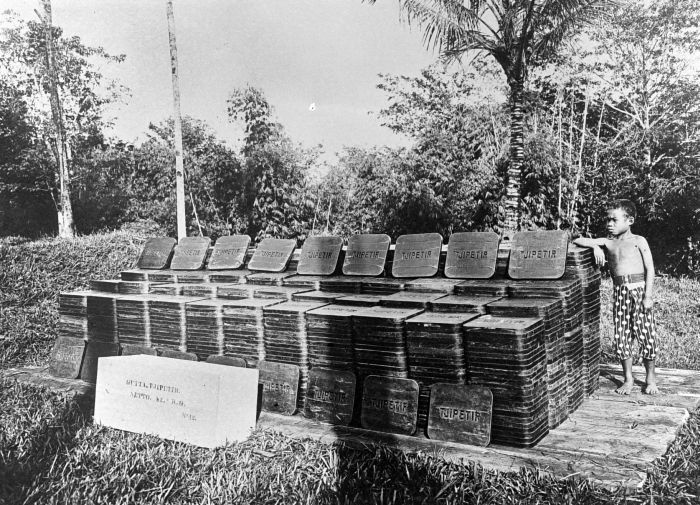
Gestapelte Guttapercha-Platten mit der Aufschrift „TJIPETIR“ (Quelle: Tropenmuseum, Amsterdam)

Tjipetir (indonesisch Cipetir) ist ein Ort mit 5716 Einwohnern im Distrikt (Kecamatan) Kadudampit im Regierungsbezirk Sukabumi in der Provinz Jawa Barat (West-Java), westlich von Bandung auf der indonesischen Insel Java.
Tjipetir war auch der Name einer Guttapercha-Plantage am Ort, die im staatlichen Besitz Niederländisch-Indiens war.
Platten aus Guttapercha mit der Aufstempelung „TJIPETIR“ werden seit mindestens 2012 häufig an den Küsten Großbritanniens und an den Nordseeküsten anderer Länder am Strand gefunden. Derartige Platten sind rechteckig mit abgerundeten Ecken, haben bei einer Dicke von ungefähr 2,5 Zentimetern eine Seitenlänge von ungefähr 30 Zentimetern und wiegen ungefähr 2 Kilogramm. Die Platten könnten aus im Ersten Weltkrieg versenkten Frachtern und anderen Wracks stammen.